# Claude-Louis Henri Navier
Claude-Louis Marie Henri Navier (francés: [klod lwi maʁi ɑ̃ˈʁi naˈvje], Dijon, 10 de febrero de 1785-París, 21 de agosto de 1836) fue un ingeniero y físico francés, discípulo de Fourier. Trabajó en el campo de las matemáticas aplicadas a la ingeniería, la elasticidad y la mecánica de fluidos.

## Biografía
Huérfano desde los 9 años tras la muerte de su padre, exdiputado durante la revolución francesa, su tío Emiland Gauthey, ingeniero del Corps de Ponts et Chaussées se ocupa de su educación, y le anima a presentarse a la École Polytechnique. Aunque logró una de las últimas plazas, logró sacarlo adelante, lo que le permitió integrar el Cuerpo de Puentes y Caminos para suceder a su tío como inspector general.
Dirige entonces la construcción de los puentes de Choisy, Asnières y Argenteuil. En París construye la pasarela de la Isla de la Cité pero no consigue realizar su gran proyecto de puente suspendido cerca de les Invalides por la oposición del Consejo Municipal de París.
En 1824 ingresa en la Académie des sciences. En 1830 es nombrado profesor en la Escuela Nacional de Puentes y Caminos, y al año siguiente profesor de análisis y mecánica en la Escuela politécnica reemplazando a Cauchy que había dimitido.

## Aportaciones principales
Henri Navier es el creador de la teoría general de la elasticidad (1821), escribió varias memorias sobre los canales de navegación (1816), y también se convirtió en un especialista del ferrocarril tras algunas estancias de estudio en Inglaterra.
Su mayor contribución constituyen las ecuaciones que describen la dinámica de un fluido no compresible (ver: Hidrodinámica). Estas se conocen hoy día como ecuaciones de Navier-Stokes.
También es el precursor del cálculo de estructuras mediante su hipótesis: las secciones planas permanecen planas tras una deformación. Sin esta contribución de C.L. Navier no se hubieran desarrollado ciencias como la resistencia de materiales y el cálculo estructural.

## Publicaciones
- Rapport à Monsieur Becquey, Conseiller d'état, ... et mémoire sur les ponts suspendus / par M. Navier. - 2ª ed. - Paris : Carilian-Gœury, 1830. en línea Biblioteca de la Universidad de Düsseldorf
- Résumé des leçons données à l'École des ponts et chaussées sur l'application de la mécanique à l'établissement des constructions et des machines. 2ª éd. Carilian-Goeury, Paris 1833-1838. Digitalizado en Gallica, BnF

## Reconocimientos
- Es uno de los 72 científicos cuyo nombre figura inscrito en la Torre Eiffel.